# Мелтон, Уильям
Уи́льям Ме́лтон (англ. William Melton; дата рождения неизвестна — 5 апреля 1340) — архиепископ Йоркский с 1317 года по 1340 год, первый Лорд-хранитель Малой печати в истории Англии, лорд-казначей.

## Биография
Избран 43-м архиепископом Йоркским в декабре 1315, через несколько месяцев после смерти предшественника — Уильяма Гринфилда, но утверждён Папой Иоанном XXII только в сентябре 1317.
Завершил строительство нефа Йоркского собора.
Похоронен на кладбище Йоркского собора.

## Сочинения
Вел детальный журнал своей работы как архиепископа, опубликованный под названием The Register of William Melton в пяти томах.